# Martinikerk (Groningen)
De Martinikerk, vroeger Sint-Maartenskerk of Sint-Maartenskathedraal genoemd, is de oudste kerk van de stad Groningen. De kerk en de bijbehorende Martinitoren zijn vernoemd naar Sint-Maarten. De huidige Martinikerk is een hallenkerk die voornamelijk uit de vijftiende eeuw dateert. De Martinikerk deed tijdens het kortstondige bestaan van het eerste bisdom Groningen (1559-1594) dienst als kathedraal.

## Eerdere kerken
Over de oorsprong van de kerk is veel geschreven. Aanvankelijk werd vermoed dat de verdwenen Sint-Walburgkerk de oudste kerk van Groningen was. Onderzoek vanaf de jaren 1980 heeft echter uitgewezen dat de Sint-Walburgkerk waarschijnlijk pas in het begin van de 12e eeuw werd gebouwd. Ook werd wel gedacht dat de resten van een houten gebouw dat bij opgravingen onder de Walburgkerk werd aangetroffen de oorspronkelijke locatie kon zijn geweest van de Martinikerk, die vervolgens herbouwd zou zijn op de huidige locatie. Dit houten gebouw had waarschijnlijk echter een profane functie.
Tegenwoordig wordt op basis van archeologisch onderzoek gedacht dat de kerk altijd op dezelfde plaats heeft gestaan en dat op de plaats van de huidige Martinikerk waarschijnlijk twee vroegere kerken hebben gestaan:
1. De oudste Sint-Maartenskerk was een houten gebouw aan de rand van een grafveld, dat waarschijnlijk al uit de voorchristelijke tijd dateerde. Gezien de datering van ernaast liggende graven werd deze kerk gebouwd aan het begin van de 9e eeuw, al is dit niet helemaal zeker omdat er geen C14-datering op resten van de kerk kon worden gedaan: hiervan waren alleen nog paalgaten aanwezig. De Vita Walfrida over de Heilige Walfried schrijft dat de eerste kerk rond 810 of 836 verwoest zou zijn door binnenvallende Vikingen, waarna er een tweede houten kerk zou zijn gebouwd. Deze vita werd echter pas in de 12e of 13e eeuw geschreven en er zijn geen resten van een tweede houten kerk aangetroffen op de plek van de huidige Martinikerk.
2. Waarschijnlijk in de vroege 10e eeuw werd de houten kerk vervangen door een tufstenen kerk, waarvan de fundering is teruggevonden. De paalgaten van de houten kerk lagen hierbinnen. In de 12e eeuw werd iets noordoostlijker de Sint-Walburgkerk gebouwd, waarna deze vermoedelijk de kerk van het bisdom werd en de Martinikerk voor de parochianen beschikbaar kwam.

De tufstenen Martinikerk werd vervolgens in de 13e eeuw vervangen door de huidige bakstenen kerk in haar oudste vorm.

## Schutspatroon
De kerk zou zijn vernoemd naar de heilige Martinus van Tours (316-397), de schutspatroon van het bisdom Utrecht waartoe de stad Groningen lange tijd behoorde. Dit staat echter niet geheel vast: 
1. Sint-Martinus was voor de Franken een van de belangrijkste heiligen. Gegeven de stichtingsdatum van de eerste, houten, kerk, rond 800, kan de naam Martinus ook naar de Franken verwijzen die aan het einde van de achtste eeuw Friesland ten oosten van de Lauwers en het gebied van de Saksen aan hun rijk hadden toegevoegd.
2. Een alternatieve mogelijkheid is dat de kerk niet gewijd was aan Martinus, maar aan de Heilige Otger. Deze weinig bekende heilige komt voor op een gewelfschildering in de huidige kerk, samen met Martinus, Johannes de Doper en een vierde onbekende heilige. In de middeleeuwen viel de belangrijkste markt van de stad op de naamdag van Otger, dat is 10 september.

## Bouwgeschiedenis van de huidige kerk

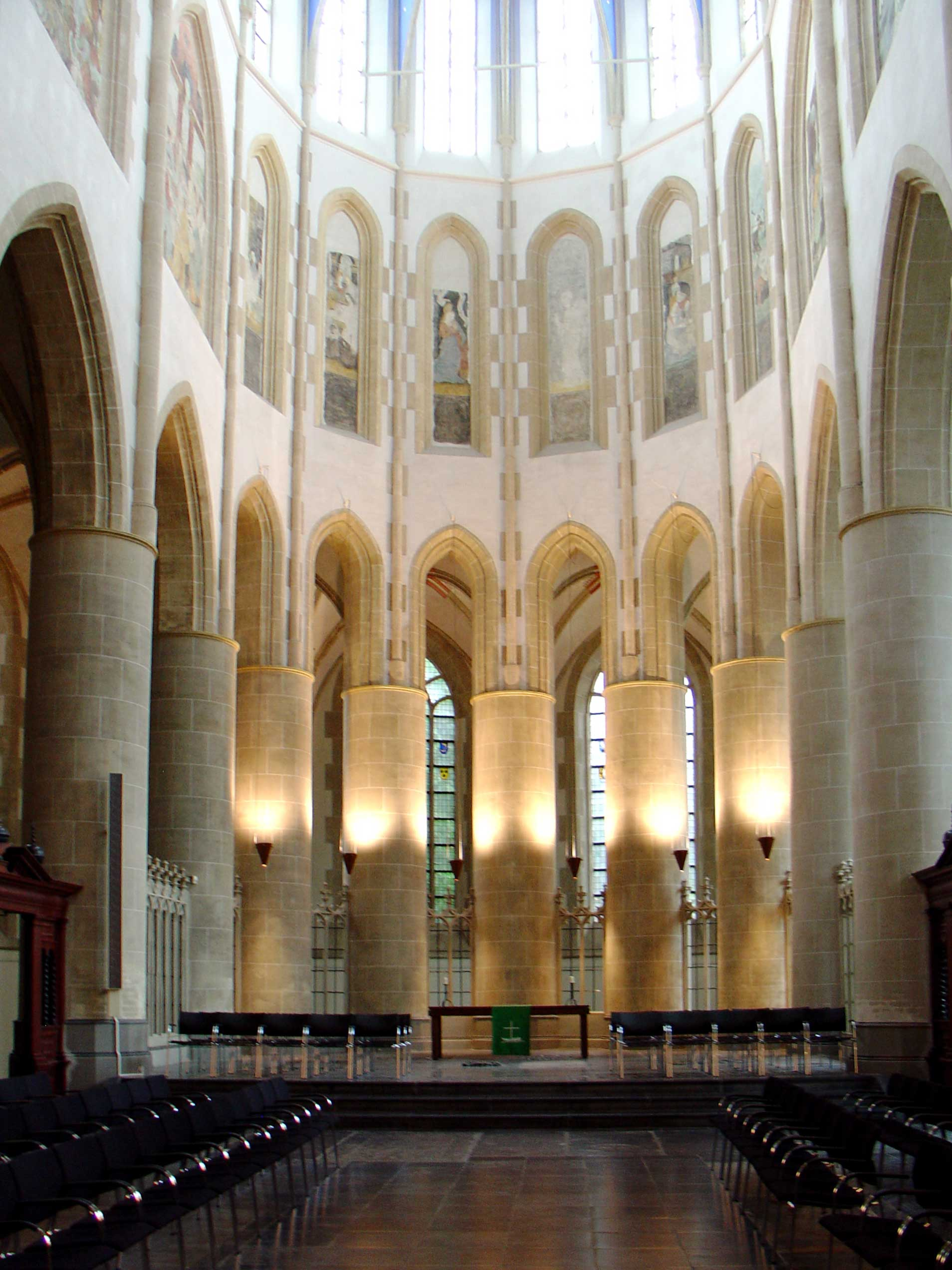
Het koor van de Martinikerk (2008)

### Romanogotiek
Ter vervanging van de tufstenen kerk werd in de eerste helft van de dertiende eeuw een romanogotische kruisbasiliek gebouwd. Deze eerste nieuwe Martinikerk wordt afgebeeld op het oudst bewaarde stadszegel uit 1245. De kerk was opgebouwd met een hoog middenschip met twee lagere zijbeuken. Het transept had dezelfde hoogte als het middenschip. Het vierkante koor werd aan de oostzijde afgesloten met een apsis. Aan de oostzijde van beide transeptdelen werden kleinere absiden gebouwd, om losse altaren een plaats te geven. Aan de westzijde stond een oorspronkelijk losse toren, die later ingebouwd werd.

### Vijftiende eeuw
De kerk werd in het begin van de vijftiende eeuw aanzienlijk uitgebouwd. Begonnen werd met de bouw van een kooromgang, waarbij de absiden aan het transept werden afgebroken. Daarna werd een nieuw hoogkoor gebouwd, alles in de stijl van de gotiek. Het schip werd daarbij in eerste instantie ongemoeid gelaten.
Na de voltooiing van het koor werd begonnen met het schip. Daarbij werd echter niet aangesloten bij het nieuwe koor, maar werd uitgegaan van het bestaande schip, dat in eerste instantie met een travee werd uitgebouwd naar het westen. Daarbij werden de bestaande zijbeuken verhoogd tot de hoogte van het middenschip, zodat een hallenkerk ontstond. Het schip werd gedekt met vier dwarsgeplaatste puntdaken, die een stuk lager zijn dan het hoogkoor, maar die qua vorm aansloten bij het dwarsschip, dat gehandhaafd bleef.
Door de uitbreiding naar het westen kwam de bestaande toren in de kerk te staan. Deze oplossing bleek geen succes, in 1468 stortte de toren in, waarbij ook het schip beschadigd raakte.
Na het instorten van de toren werd de kerk nog verder uitgebouwd met een extra travee. De nieuwe toren werd daarna tussen 1469 en 1482 verder naar het westen en los van de kerk gebouwd. In het huidige schip zijn nog steeds fragmenten terug te vinden van de oorspronkelijke romanogotische basiliek.

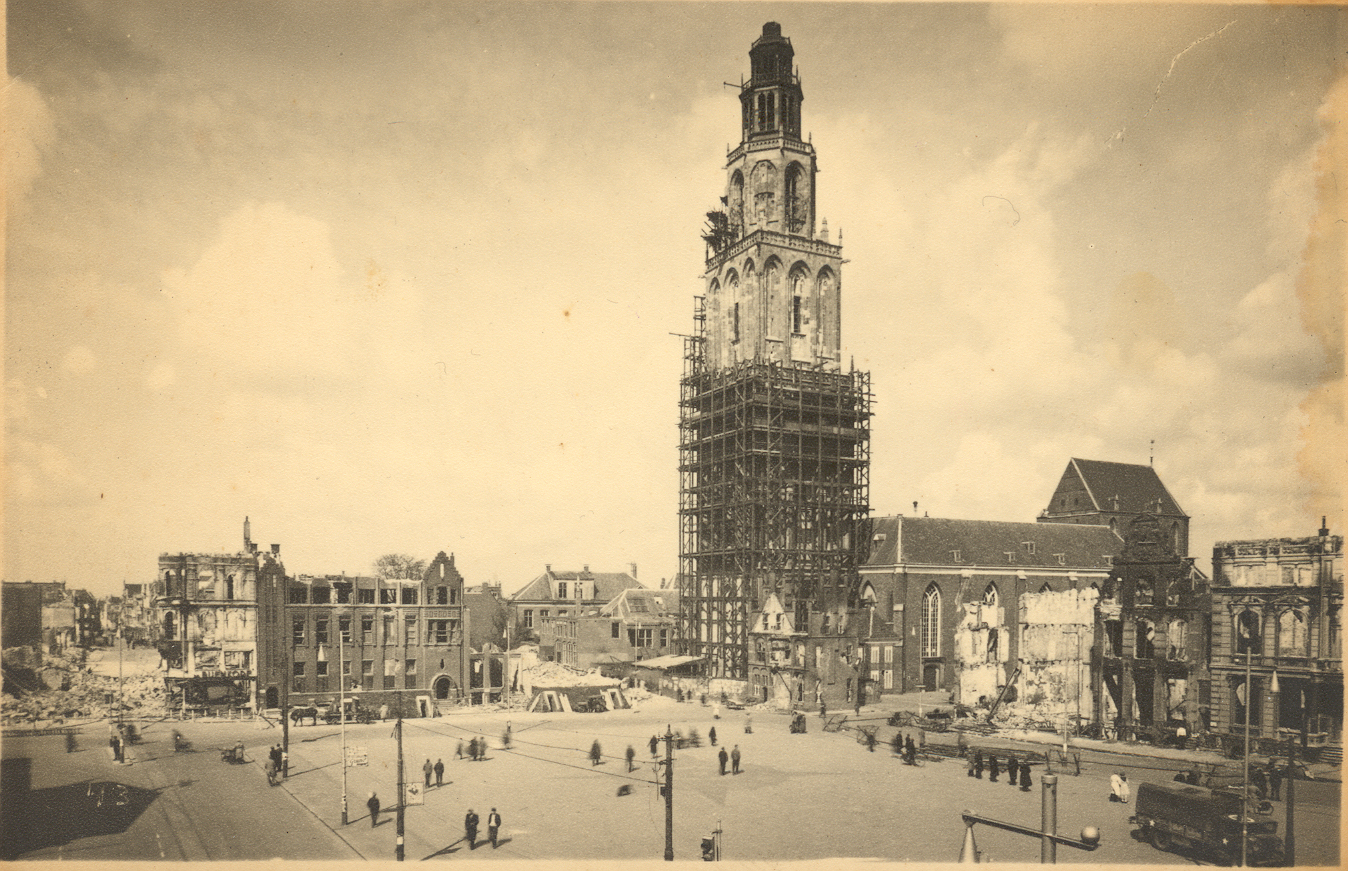
Foto van april 1945 waarop het dak is te zien dat na 1971 werd vervangen

### Nieuw dak
In de zeventiende eeuw waren de dwarskappen door achterstallig onderhoud en stormschade niet betrouwbaar meer. Het stadsbestuur beschikte na de kosten van het beleg door Bommen Berend echter niet over voldoende fondsen voor een volledig herstel. De vijf dwarskappen van het schip werden toen vervangen door drie parallelle daken die het schip het aanzien van een zaalkerk gaven.

### Restauratie
Deze ingreep leverde op den duur constructieve problemen op. De nieuwe daken oefenden een zijwaartse kracht uit waardoor de zijmuren van het schip plaatselijk tot 52 centimeter uit het lood kwamen te staan. De zakgoten tussen de daken waren bovendien moeilijk te onderhouden. Tussen 1971 en 1975 werden daarom de oorspronkelijke dwarskappen met hun topgevels gereconstrueerd door de architecten Ph.J.W.C. Bolt en P.L. de Vrieze aan de hand van oude afbeeldingen.

## Orgels

### Hoofdorgel
Het hoofdorgel behoort tot de bekendste en met 53 stemmen tot de grootste barokorgels ter wereld. Het is in 1691-1692 gebouwd door Arp Schnitger met gebruikmaking van oudere onderdelen uit de late vijftiende eeuw, toen in 1481 een nieuw orgel in de kerk werd gebouwd na voltooiing van het uitgebouwde schip. Volgens de overlevering was Rudolf Agricola, in die tijd syndicus van de stad, nauw betrokken bij het ontwerp van dat gotische orgel, dat vermoedelijk gebouwd was door Johan then Damme uit Appingedam.
Voordat Schnitger zich met het orgel ging bemoeien had het al een lange voorgeschiedenis. In 1542 onderging het een verbouwing door een onbekende orgelmaker die er een renaissanceorgel van maakte, en kort daarna opnieuw door de uit Gent afkomstige, in Groningen werkzame Andreas de Mare. In de 17e eeuw verrichtten Anthonie Verbeeck (1628) en Jan Helman (1685) werkzaamheden aan het instrument. Na de dood van de laatstgenoemde stond het orgel er onafgemaakt bij. Daarom werd Schnitger uit Hamburg gehaald om zich over het orgel te ontfermen. Toen hij in 1692 klaar was, was het een majestueus barokinstrument geworden.
In 1728-1729 werd het orgel verder uitgebreid door Franz Caspar Schnitger, de zoon van Arp Schnitger. Na diens overlijden werd het werk in 1730 afgemaakt door zijn meesterknecht Albertus Antoni Hinsz, die in 1739-1740 de orgelkas moderniseerde, met houtsnijwerk van Casper Struiwig. Daarna hebben diverse Groninger orgelbouwers, Nicolaus Anthony Lohman (1808, 1816), Petrus van Oeckelen (1831, 1855, 1867) en Jan Doornbos (1904, 1912), ingrijpende wijzigingen aangebracht, waardoor het instrument steeds meer zijn karakter van barokorgel verloor. Die ontwikkeling liep door tot 1938, toen de Utrechtse orgelbouwer Firma J. de Koff bij een rigoureuze modernisering vrijwel geen originele orgelpijp meer overliet en ook de structuur van het instrument veranderde.
In de jaren zeventig werd Jürgen Ahrend uit Leer aangezocht om het orgel zoveel mogelijk terug te brengen in de staat waarin Hinsz en Struiwig het in 1740 hadden gebracht. Enkele waardevolle toevoegingen uit later tijd heeft Ahrend gehandhaafd. De restauratie duurde van 1976 tot 1984.

### Koororgel
Het koororgel dateert van 1742 en werd gebouwd door Jean-Baptiste Le Picard te Luik. Het is het positief van een oorspronkelijk tweemanualig orgel, dat geplaatst was in het klooster Sint-Elisabethsdal te Nunhem (Limburg). Van 1799 tot 1939 heeft het dienstgedaan in de Sint-Nicolaaskerk van Heythuysen. In 1939 kocht de Hervormde gemeente het instrument aan en plaatste het in de Martinikerk. Van 1962 tot 2001 was het orgel opgeslagen in verband met de restauratie van de kerk. In 2001 is het opnieuw geplaatst op zijn huidige locatie in het koor van de Martinikerk.

### Organisten
68 jaar lang, van 1728 tot 1796, was Jacob Wilhelm Lustig de vaste organist van de Martinikerk. Deze lange periode werd bijna geëvenaard door Wim van Beek, die van 1956 tot 2016, dus 60 jaar lang, de vaste organist was. Hij maakte op het hoofdorgel vele cd-opnamen met muziek van onder meer Johann Sebastian Bach. Zijn opvolgers zijn vanaf september 2017 Stef Tuinstra en Sietze de Vries. Titulair organist zijn sinds 2014 Leo van Doeselaar en Erwin Wiersinga.

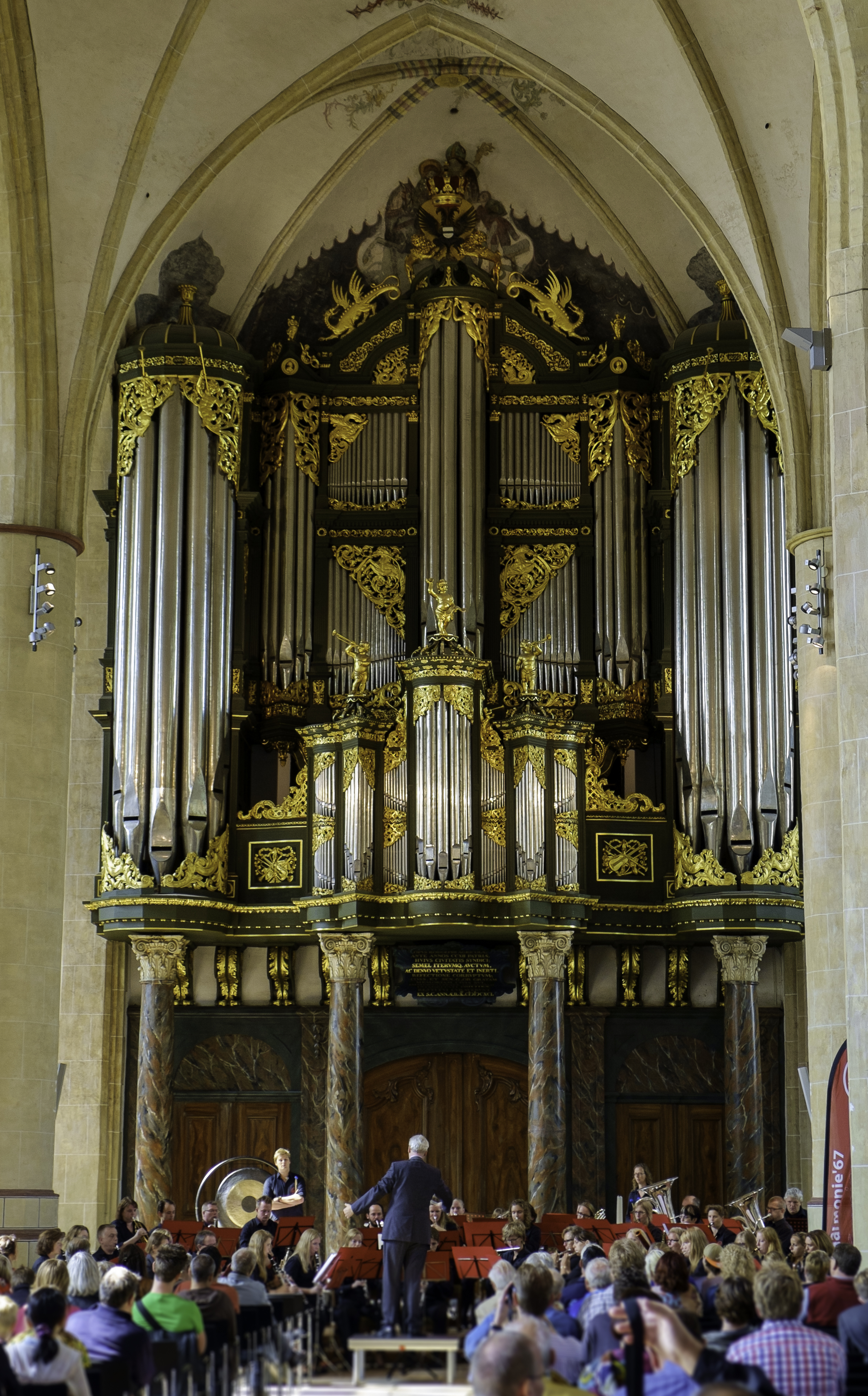
Het Schnitger-Hinsz-orgel met orkest
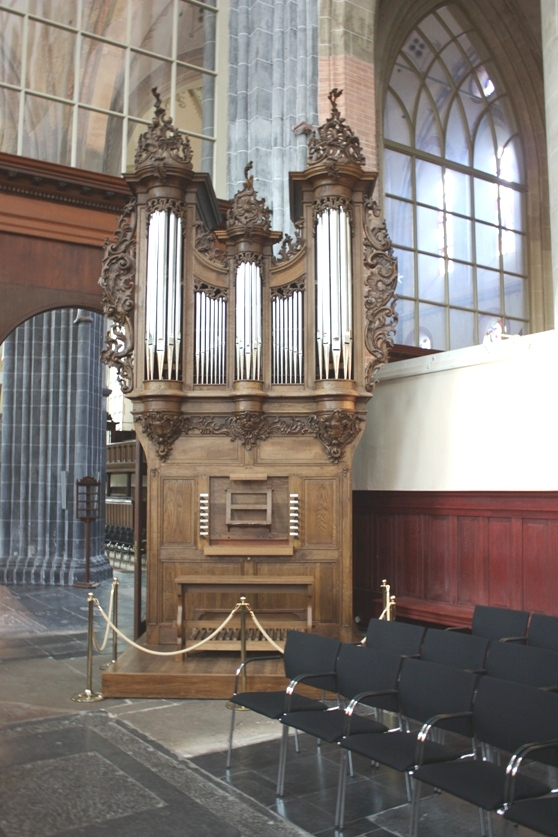
Het Le Picard-koororgel

## Muur- en gewelfschilderingen
Vele prachtige muur- en gewelfschilderingen zijn bewaard gebleven. De oudste nog bewaarde (muur)schildering dateert uit circa 1250 en stelt Maria op de troon van Salomo voor. Op de gewelven is een keur aan schilderingen te zien: florale motieven (uit de dertiende eeuw, maar ook afbeeldingen van heiligen, zoals de tweeling Cosmas en Damianus, Christoffel en uiteraard Groningens schutspatronen Otger en Sint Maarten. Deze laatste schilderingen dateren uit circa 1480. Opmerkelijk zijn verder de schilderingen rondom het zogenaamde hemelgat. Behalve een aantal afbeeldingen van jagende mensen (volgens sommigen met een enigszins erotische lading) zijn hier ook Vastelaovendfiguren afgebeeld, zoals een kinderbisschop. Rond 1540 werden de veertien muurnissen tussen de arcadebogen en de lichtbeuk in het koor beschilderd met taferelen uit het leven van Jezus Christus. Na de Hervorming verdwenen de schilderingen in renaissancestijl onder een laag witkalk, maar in 1923 werden zij herontdekt en later gerestaureerd. De gewelfschilderingen in het schip werden pas bij de laatste restauratie blootgelegd en gerestaureerd.

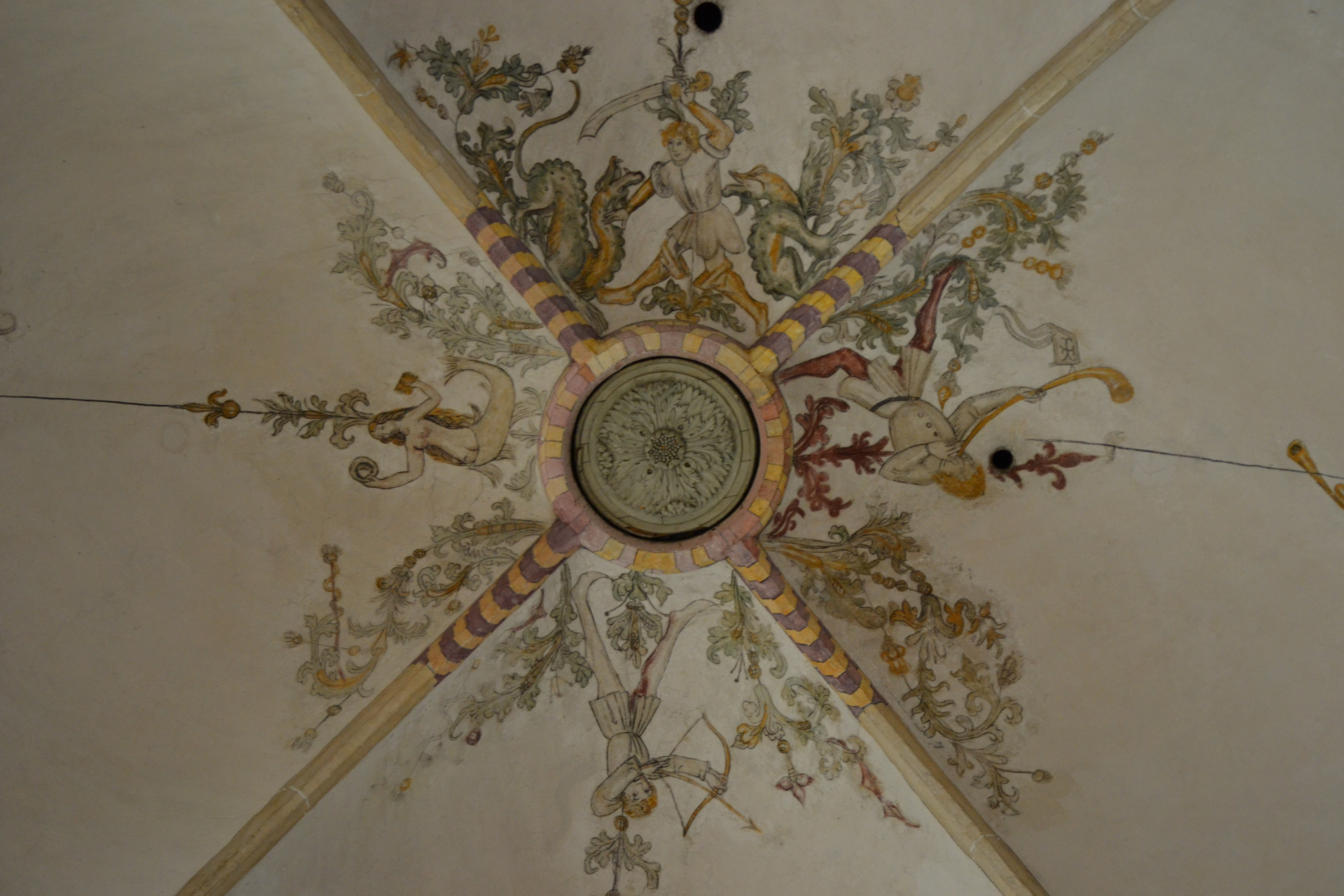
Het zogenaamde "hemelgat" in het middenschip van de kerk (2011)
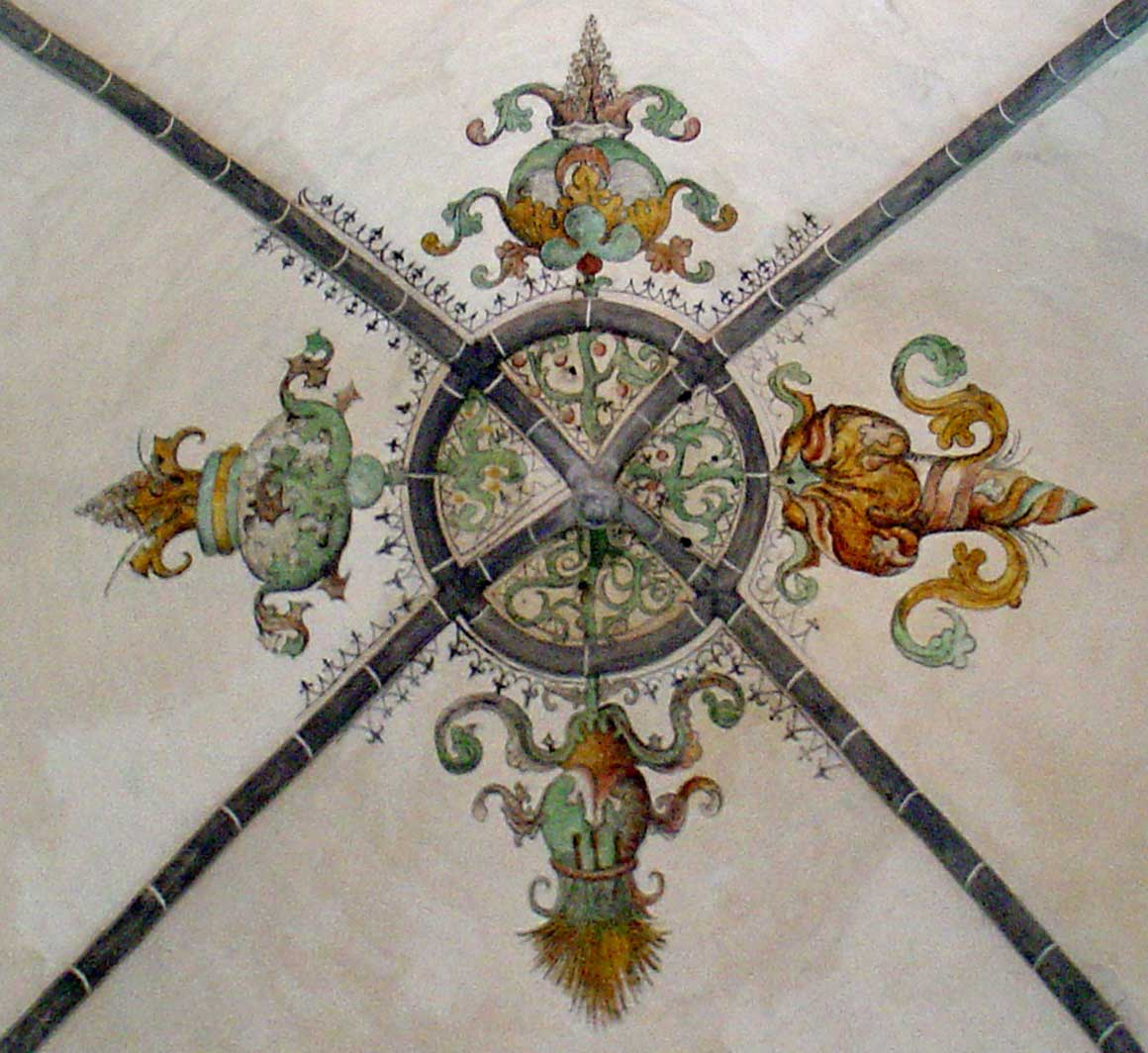
Gewelfschildering in het schip van de Martinikerk (2008)

## De Martinitoren
De Martinitoren is de bekendste en met zijn 96,8 meter ook de hoogste toren van de stad Groningen. Voor de stadjers, de inwoners van de stad, heeft de toren de bijnaam d' Olle Grieze, Gronings voor de 'oude grijze'.
De kerktoren in zijn huidige vorm dateert uit 1627. In dat jaar werd de brandschade hersteld die de toren, die toen hoger was, in 1577 had opgelopen. Deze derde toren van de Martinikerk, gereedgekomen in 1553 of 1554, staat aan de westzijde van de kerk en heeft twee inpandige voorgangers gehad. De eerste, 30 meter hoog, werd in 1408 door blikseminslag vernietigd. De tweede, 45 meter hoog, werd in 1452 gebouwd, maar stortte in 1468 in. Vermoedelijk was hij verzwakt door een brand die drie jaar eerder plaatsvond en ook door de bliksem was veroorzaakt.

## Kerkelijke geschiedenis

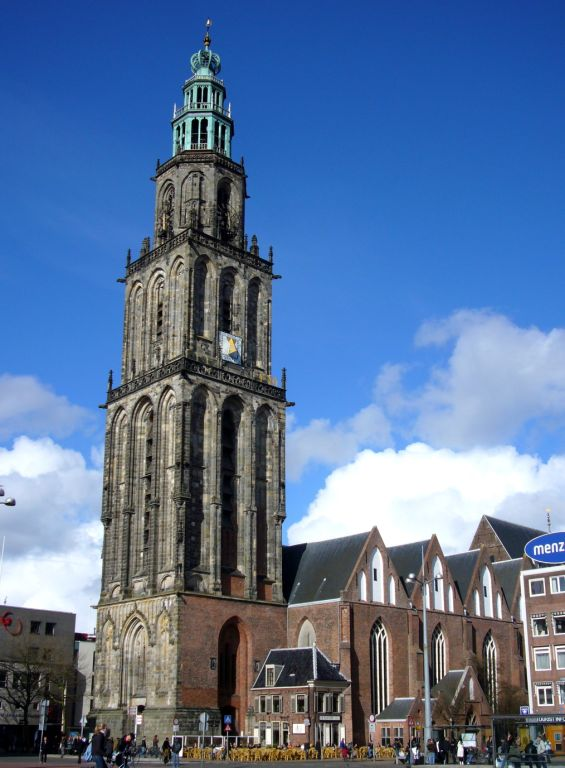
De Martinikerk en -toren vanuit het zuidwesten. Rechts zijn de gereconstrueerde dwarskappen met topgevels van het schip duidelijk zichtbaar (2008)

### Middeleeuwen
De Martinikerk is oorspronkelijk de eerste parochiekerk in Groningen. Die eerste parochie omvatte niet alleen de stad, maar ook het omliggende gebied, het Gorecht. Toen daar in de loop der tijd nieuwe parochies gesticht werden gold de Sint-Maartenskerk als moederkerk voor die nieuwe kerken.
De kerk had een functie voor de gehele stedelijke gemeenschap. Meerdere gildes hadden in de kerk een eigen altaar. Naast het hoofdaltaar zijn er ten minste zestien andere altaren geweest.
Naast het hoofdaltaar was met name een altaar voor Johannes de Doper voor de kerk en voor de stad van groot belang. Vanaf circa 1220 werd bij dit altaar een belangrijk reliek van de heilige bewaard, namelijk een arm. Rond dat reliek werden jaarlijks plechtigheden gehouden, waarvoor een aflaat van veertig dagen werd toegekend. Met name die aflaat zorgde voor een constante toestroom van pelgrims naar Groningen. Na 1588 is het reliek verloren gegaan en tegenwoordig herinnert alleen de Sint Jansstraat nog aan deze devotie.

### Kathedraal
In 1559 reorganiseerden Filips II en paus Paulus IV de Kerk in de Nederlanden. Onderdeel daarvan was de opsplitsing van het oude bisdom Utrecht. Groningen werd zetel van een nieuw bisdom Groningen, dat bestond uit de stad, Drenthe en de Ommelanden. De Ommelanden behoorden tot die tijd tot het bisdom Munster. De Martinikerk werd daarbij aangewezen als kathedraal van het nieuwe bisdom.

### Reformatie
Al in de vijftiende eeuw kende Groningen een invloedrijke groep humanistische critici van de Kerk. Deze groep, onder wie Rudolf Agricola en Wessel Gansfort, bleef echter binnen de kerk. Hun voorbeeld bepaalde ook de stemming in de zestiende eeuw. De stad bleef lang katholiek, maar het stadsbestuur was bereid om de Broerkerk open te stellen voor de calvinisten. Met de reductie van Groningen in 1594 kwam er echter een einde aan dit tijdperk, het katholicisme werd afgeschaft en de bisschop moest vluchten.
De Martinikerk was nooit het toneel van een beeldenstorm. Op 24 juli 1594 werden de altaren heel ordelijk gesloopt en de heiligenbeelden werden verwijderd. De relieken van de Heilige Otger en de arm van Johannes de Doper zijn spoorloos verdwenen. Op zondag 27 juli 1594 leidde de Emdense predikant Menso Alting de eerste protestantse dienst in de Martinikerk. De tot het protestantisme overgegane priester Antonius Thomæ en de dominees J. Wermerius, A. Martinus en E.S. Ærarius werden voorgangers. Er kwam een kerkorde met een College van diakenen met zorg voor het armenbestuur en een kerkenraad van ouderlingen die op de tucht en de zuiverheid van de leer toezagen.
Tijdens de Franse tijd in Nederland werden de rijke bezittingen van de Martinikerk (de kerk bezat landerijen rondom Groningen) door de Gemeente Groningen overgenomen. De opbrengst werd bestemd voor vrome doeleinden. Ook de kerktoren werd in 1798 eigendom van de burgerlijke gemeente. De wandschilderingen werden met pleisterkalk bedekt. In de kerk mochten geen rouwborden worden geplaatst. Alleen in de gebrandschilderde ramen was plaats voor familiewapens en afbeeldingen. In het schip werd een grote preekstoel getimmerd. In de dooptuin rond de preekstoel stond een doopvont dat nu in de der Aa-kerk staat opgesteld.

## Huidig gebruik
De Martinikerk wordt veelzijdig gebruikt. De Stichting Martinikerk Groningen beheert het gebouw. Zij zorgt voor het genereren van inkomsten voor het behoud van het gebouw. Daartoe wordt de kerk verhuurd voor concerten, beurzen en andere activiteiten. De burgerlijke gemeente heeft het kerkgebouw erkend als een officiële trouwlocatie. Op zondagen en christelijke feestdagen vinden hier erediensten plaats. De Hervormde Wijkgemeente Martinikerk ('s morgens vroeg en 's avonds vroeg) en het GSp - Studentenplatform voor Levensbeschouwing houden hier diensten.

Omdat veel profaan gebruik gemaakt van de kerk, wil de beheersstichting het christelijke karakter van de kerk benadrukken. Daarom gaf zij in 2017 aan de jonge kunstschilder Egbert Modderman de opdracht om de zeven (tegenwoordig acht) werken van barmhartigheid te schilderen. De werken, van grote afmeting, krijgen een plaats in de koorgang. Modderman schilderde in 2015 al een hedendaags portret van Sint-Martinus, dat een plaats in de kerk kreeg. Het is voor het eerst sinds de Reformatie dat kerkelijk kunst weer een permanente plaats in kerk krijgt.

## Fotogalerij

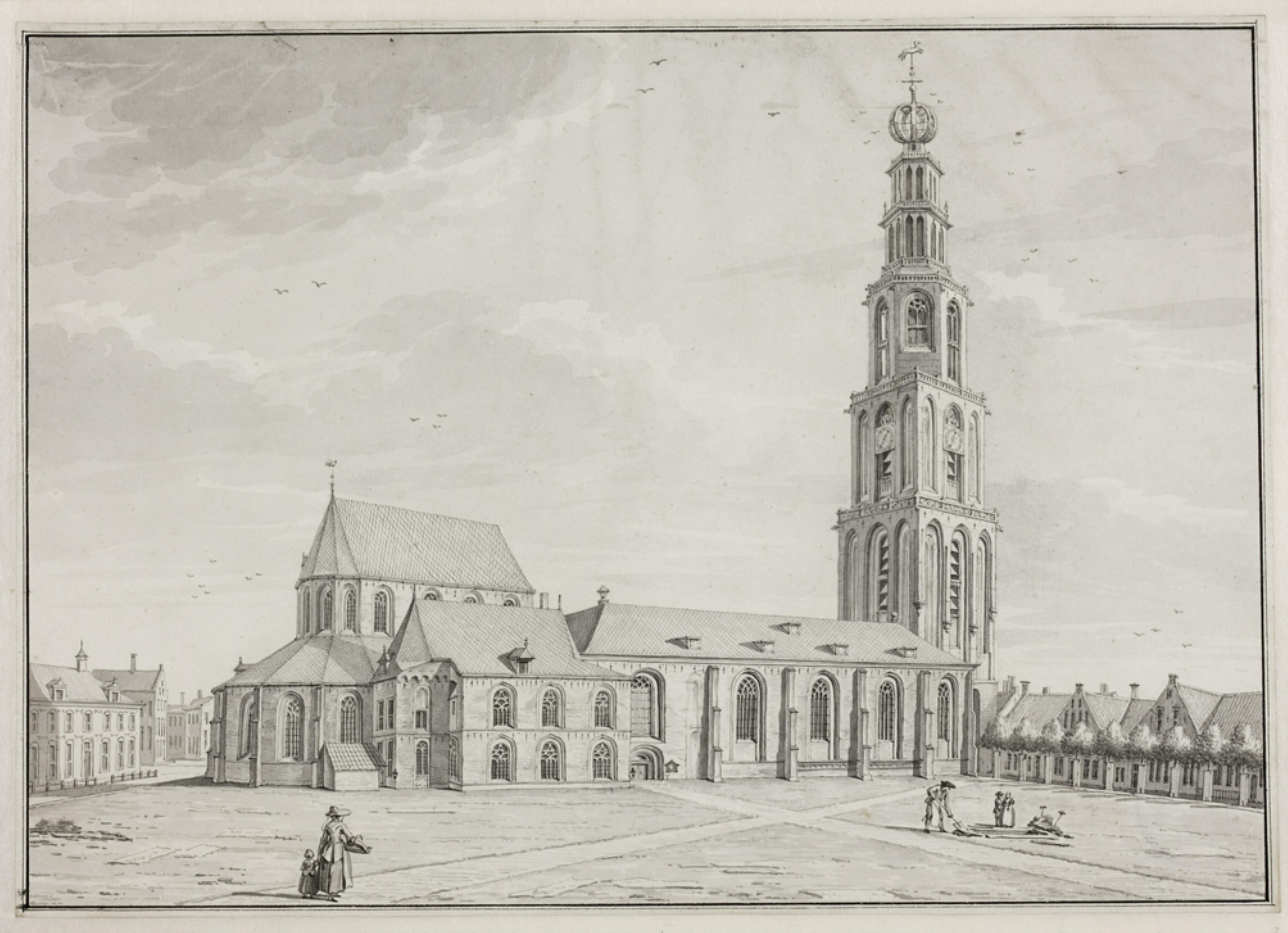
Martinikerkhof met Martinikerk noordzijde. Aquarel van Jan Bulthuis uit 1774
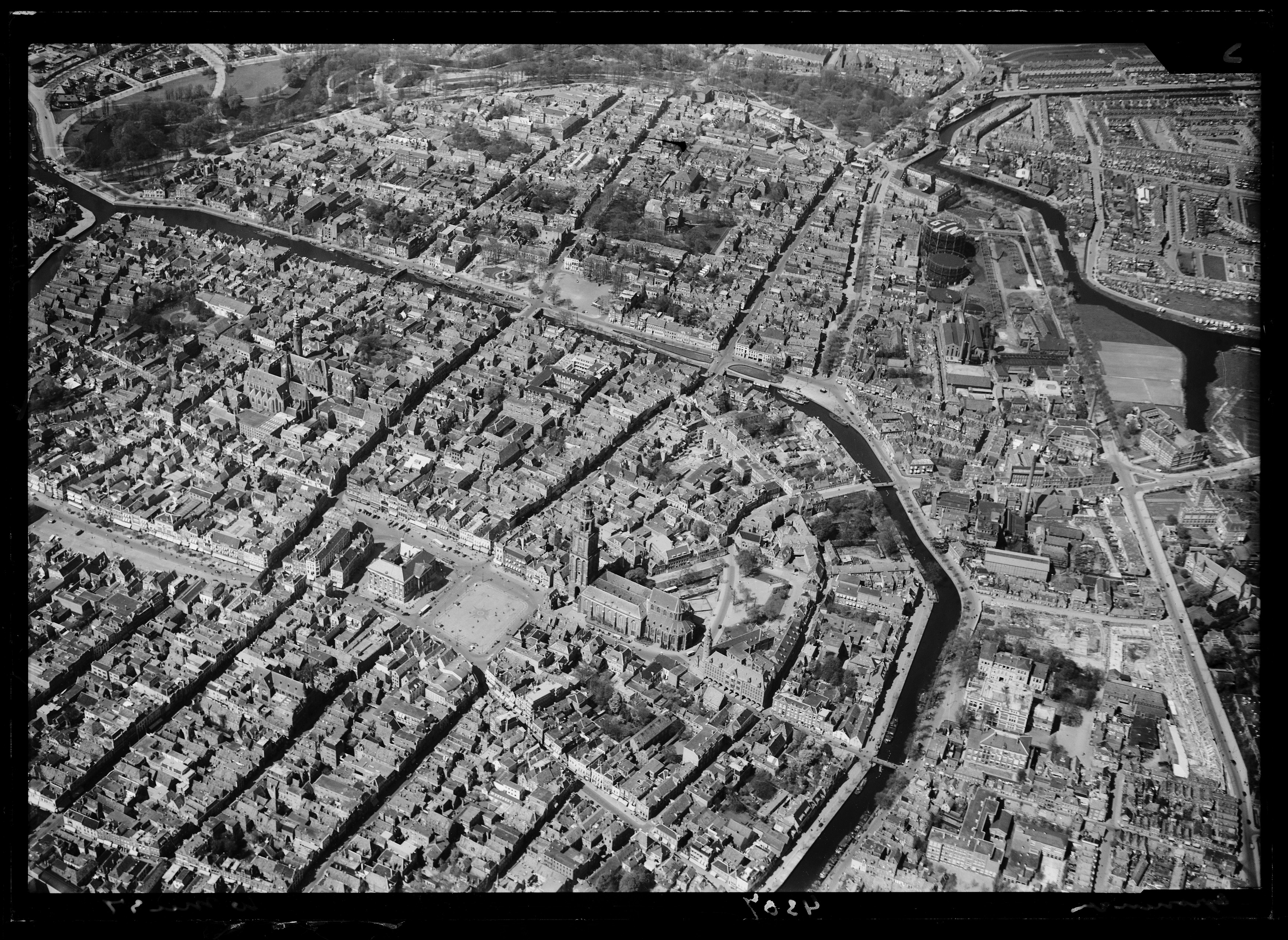
Luchtfoto van Martinikerk en directe omgeving (1920-1940).
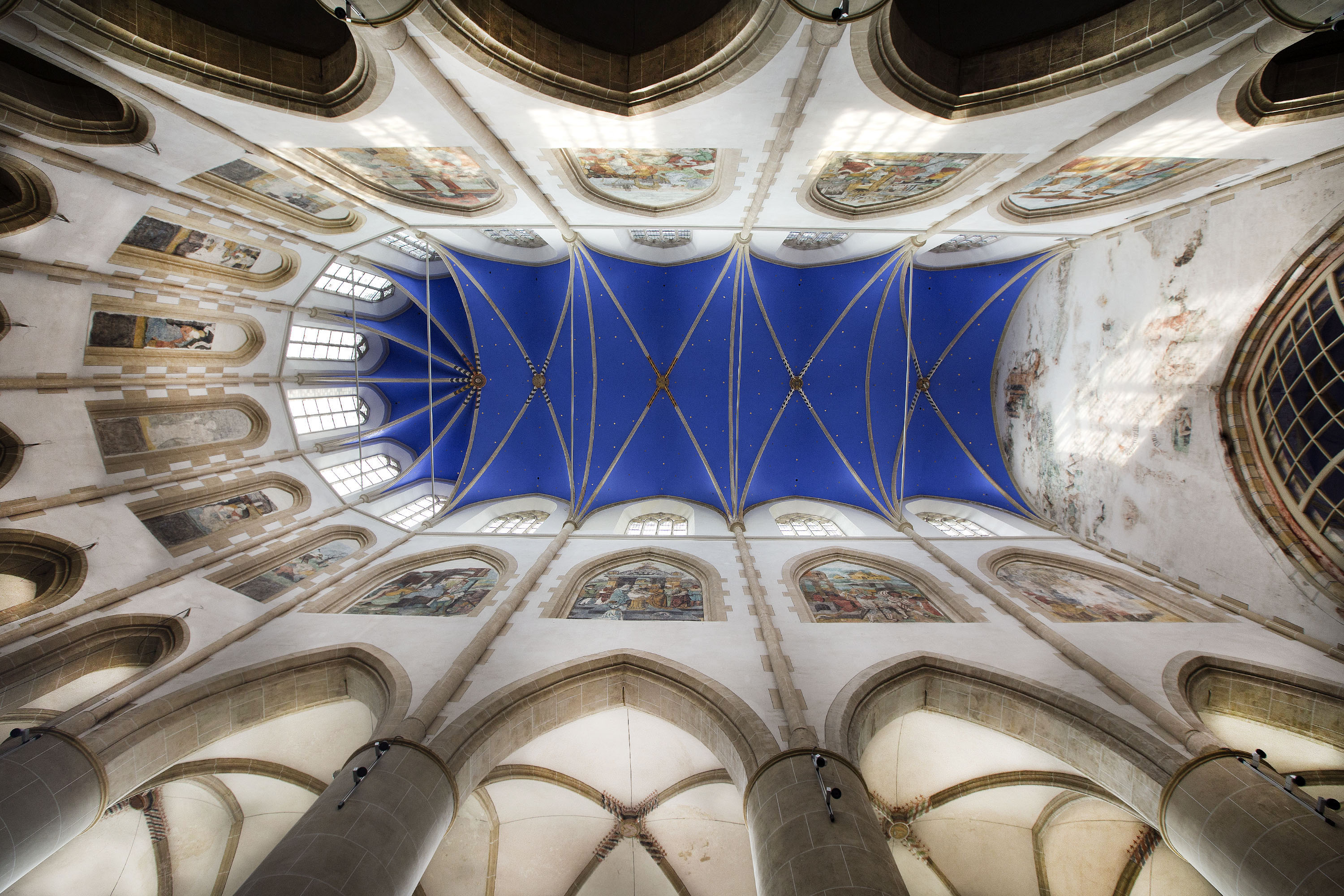
Het koorgewelf van de Martinikerk en de schilderingen in de wandnissen (2013)
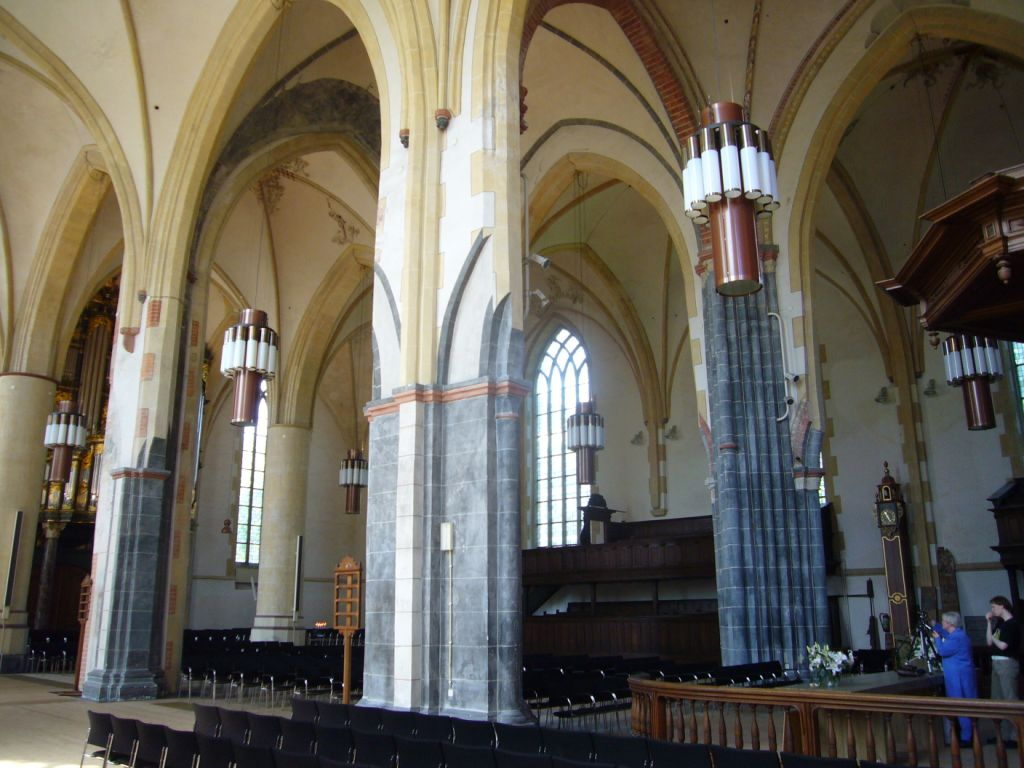
Blik in het schip naar het noordwesten, met sporen van eerdere bouwfasen op de pijlers (2008)
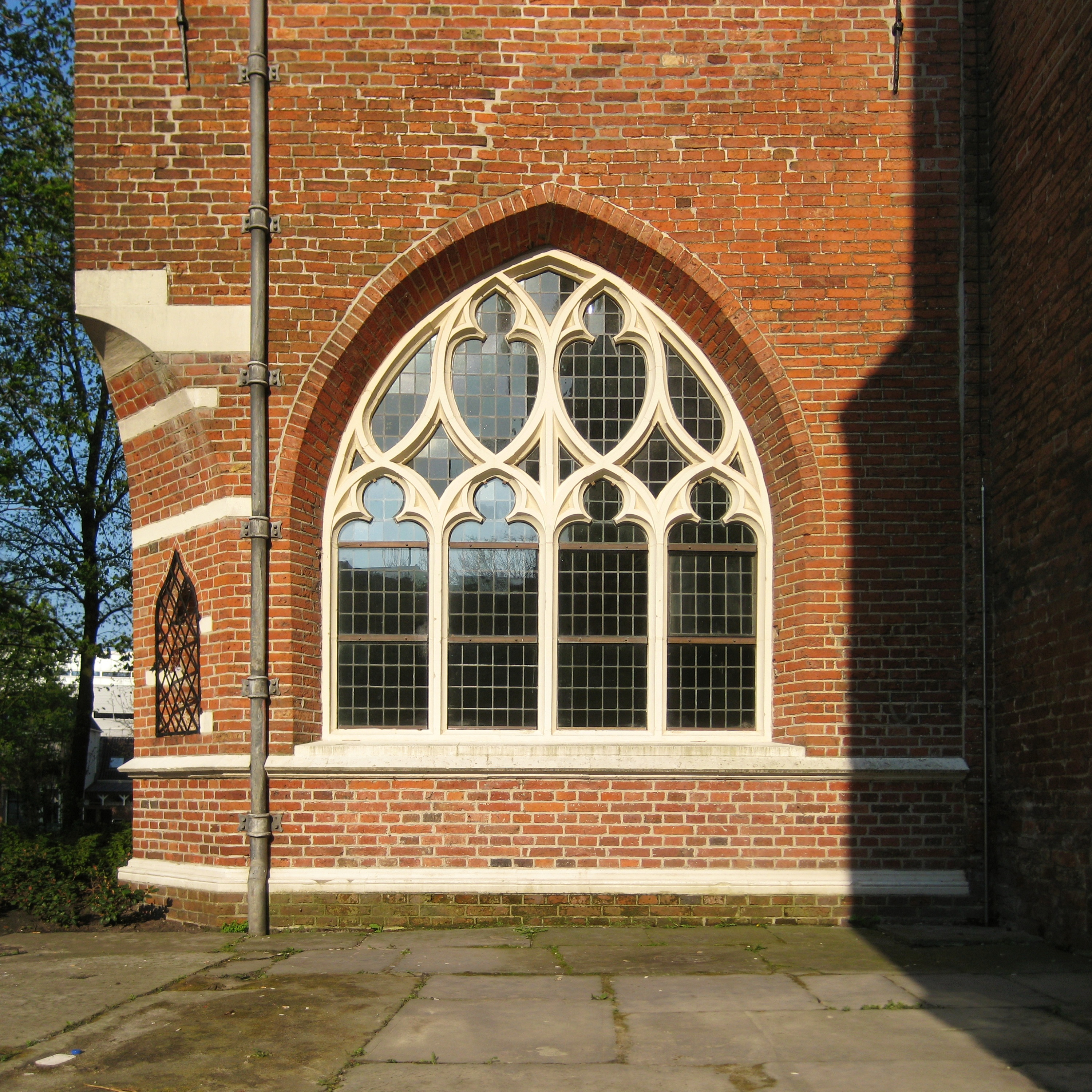
Venster in de westelijke muur van de kapel aan de noordzijde van de kerk (2014). De kapel werd rond 1500 tegen het koor aangebouwd.
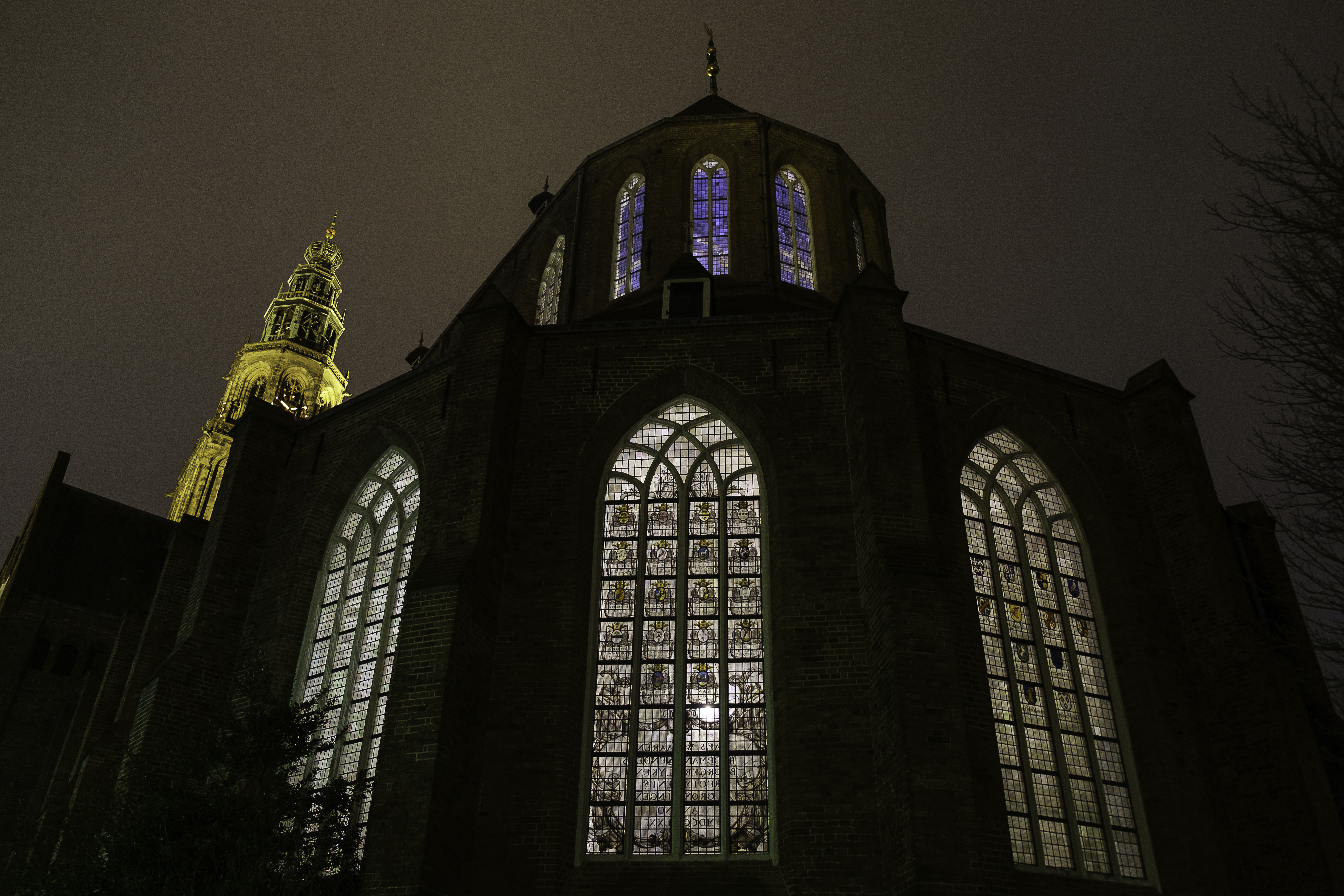
Close-up van de buitenzijde van het koor met gebrandschilderde ramen bij avond
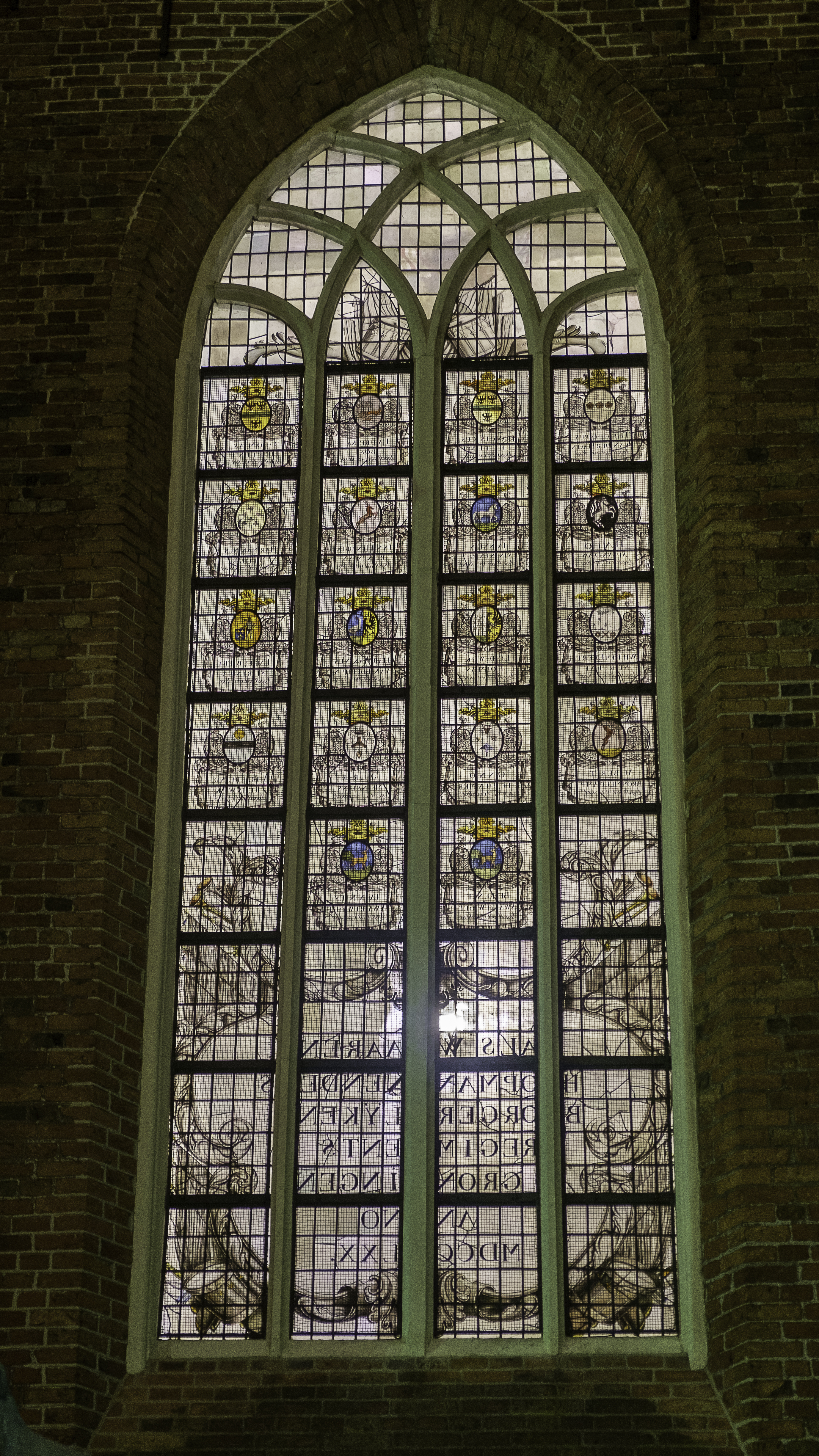
Het gebrandschilderde gilderaam voor de achttien hopmannen dat in 1770 in het koor werd geplaatst. Het raam bevat de namen en familiewapens van onder meer Van der Haven, Lieftinck, Folman, van Bolhuis en Swartwolt. Op de cartouche leest men: "Als waaren hopmannen des borgerlijken regiments Groningen anno MDCCLXX".
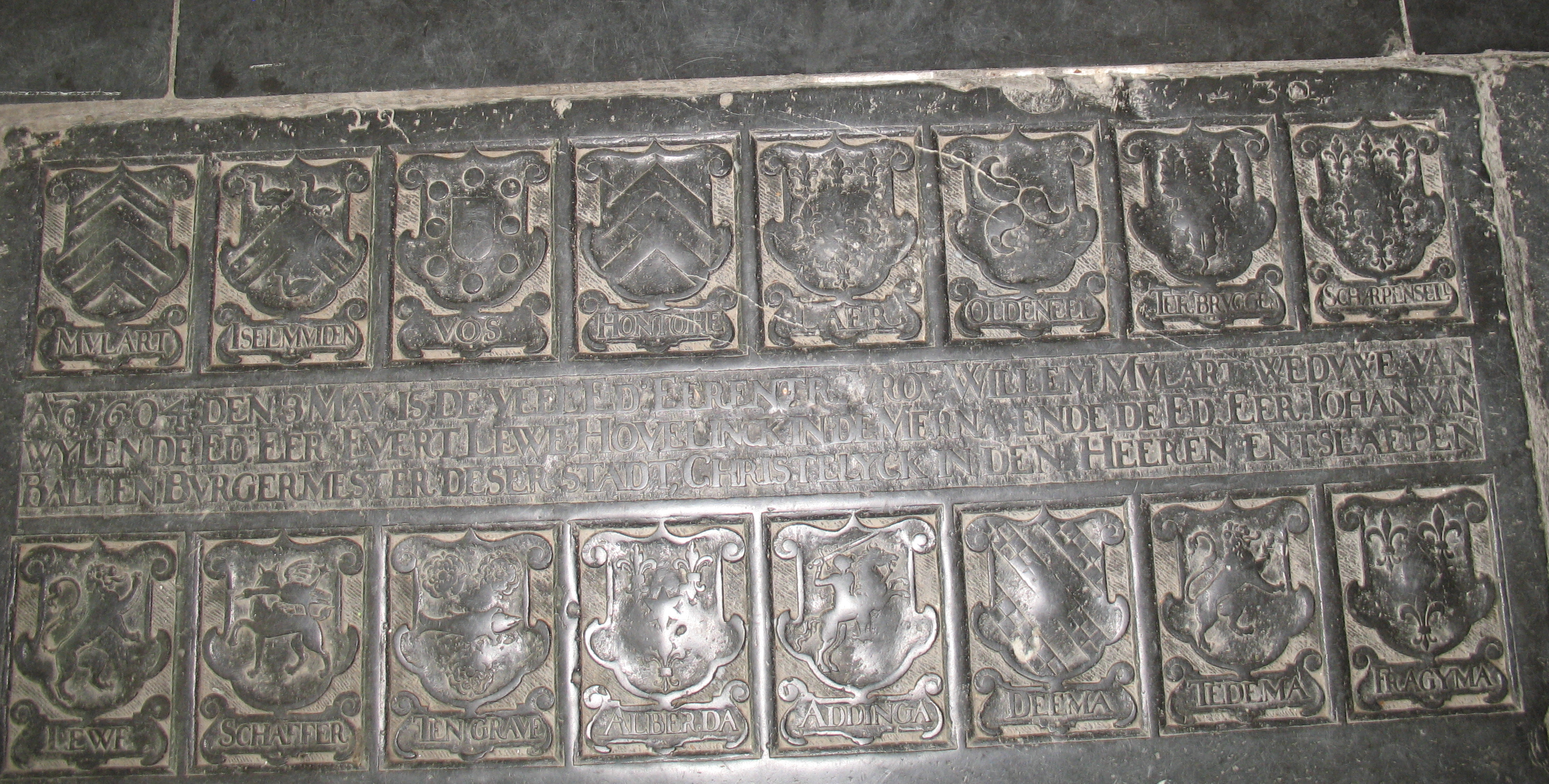
De rijkelijk met familiewapens voorziene grafzerk van Willem Mulert in de Martinikerk te Groningen
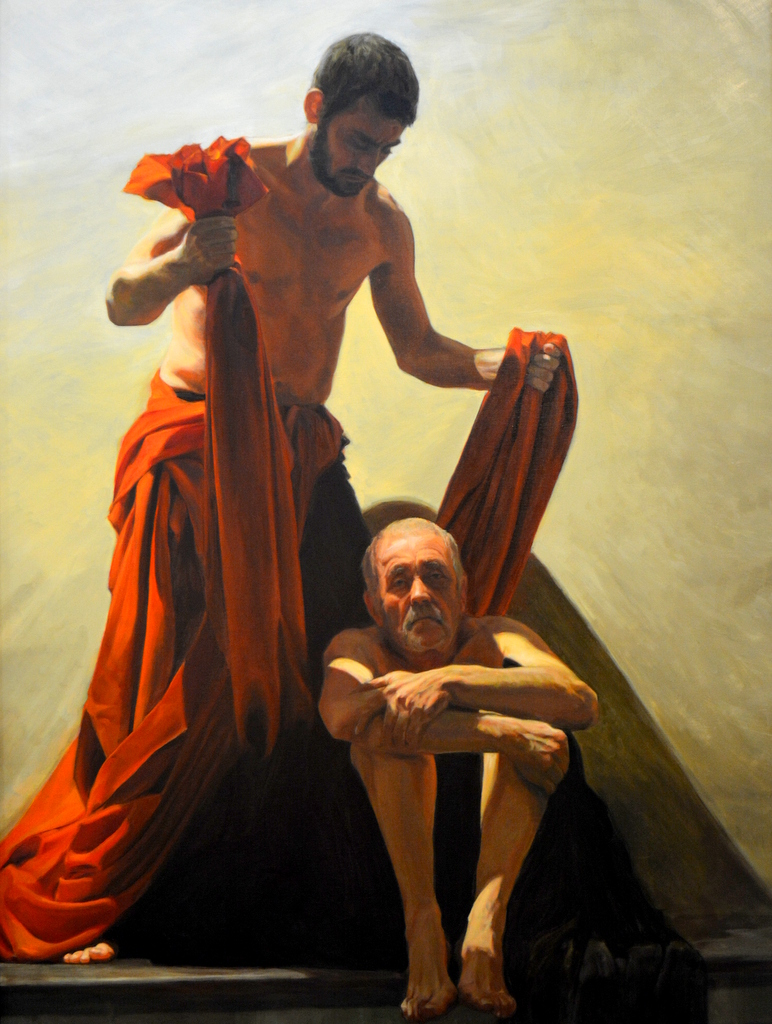
Sint Martinus (2015), van Egbert Modderman

## Verder lezen
- Egbert O. van der Werff, Martini: Kerk en Toren. Groningen, 2003. ISBN 9789033011597
- Amarins van der Feen, Dorinda Hijszeler-Schouwenaar en Mirjam de Jonge, Kijken naar de Martinikerk. Groningen, 2004 ISBN 9077050094